# Voitures Légères Louis Guerraz
 (octobre 2024).
Voitures Légères Louis Guerraz est un constructeur automobile français.

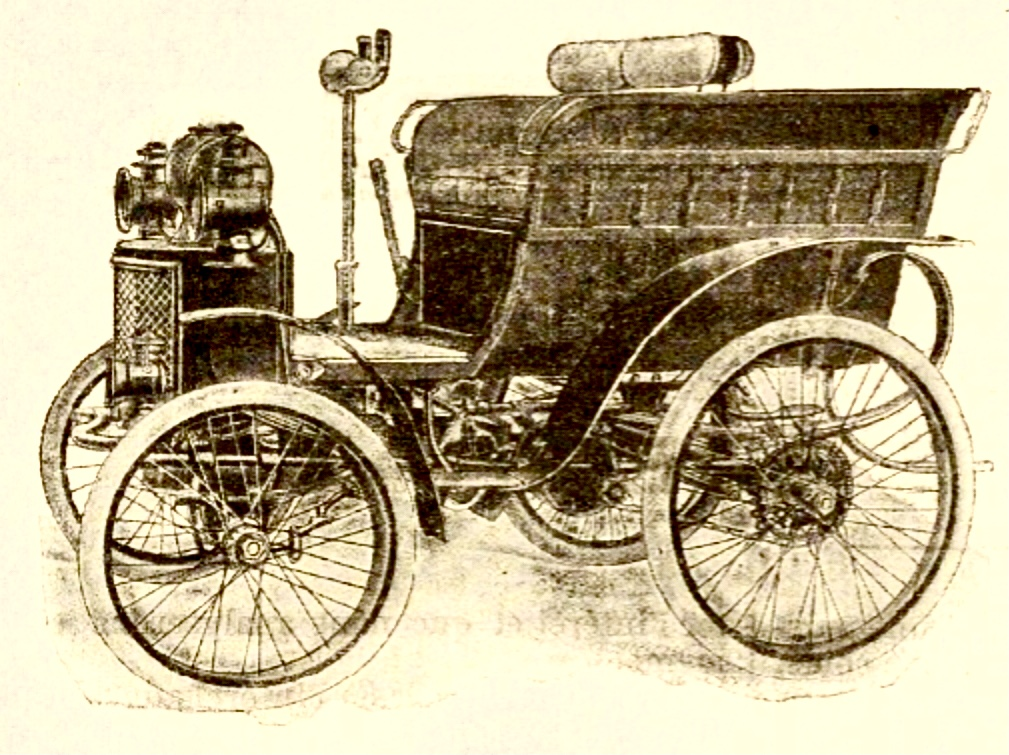
Guerraz Dos-à-dos

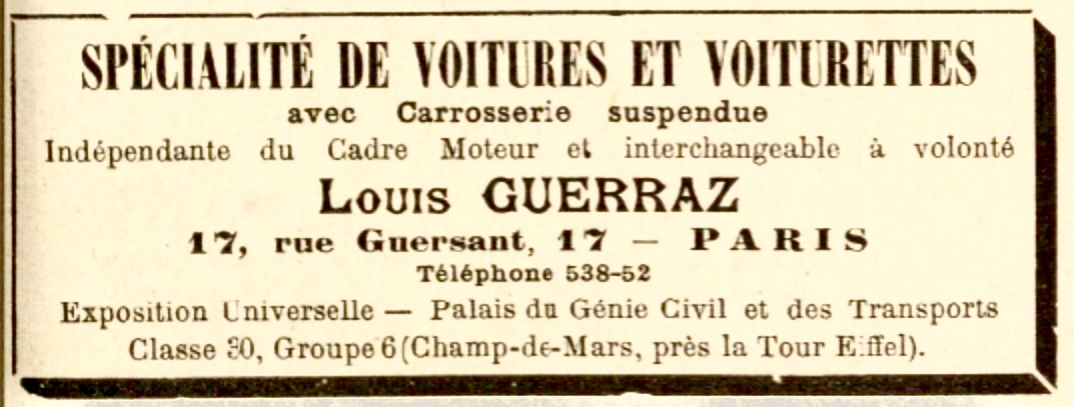
Louis Guerraz (1900)

L'entreprise, basée au 17 rue Guersant à Paris, commence à produire des automobiles en 1900. 
Plusieurs moteurs étaient disponibles : Aster, Bolide, Buchet et Soncin ; ils développaient entre 5 et 7 chevaux. Les véhicules étaient équipés d'une boîte à trois vitesses et d'une transmission par chaîne. La plupart des modèles étaient des biplaces décapotables, mais il y avait aussi un dos-à-dos. En raison d'un manque de fiabilité, la production a été arrêtée en 1902 au bout de deux ans.